# Усарамана
Усарама̀на (на италиански: Ussaramanna; на сардински: Soramanna, Сорамана) е село и община в Южна Италия, провинция Южна Сардиния, автономен регион и остров Сардиния. Разположено е на 157 m надморска височина. Населението на общината е 572 души (към 2010 г.).